# V-SA701
V-SA701（ブイ エスエー　ななまるいち ）は三洋電機製のJ-フォン（現ソフトバンクモバイル）のW-CDMA通信方式の携帯電話端末である。

## 概要
V-N701につぐ2台目のJ-フォンの3Gサービス「Vodafone Global Standard」（現SoftBank 3G）端末でテレビ電話に対応している。しかし、V-N701のようにGSMに対応していないため国外での利用は不可能である。

## 沿革
- 2002年10月9日　 テレコムエンジニアリングセンターによる技術基準適合証明の工事設計認証（工事設計認証番号01XYAA1020）
- 2002年10月23日　電気通信端末機器審査協会による技術基準適合認定の設計認証（設計認証番号A02-0834）
- 2003年4月4日　　発売開始
- 2007年8月6日　　8月中旬以降、ソフトバンクモバイルのネットワークでは順次利用できなくなり、翌年1月以降は日本全国で利用できなくなると発表[1]